# Bukiet (dekoracja)

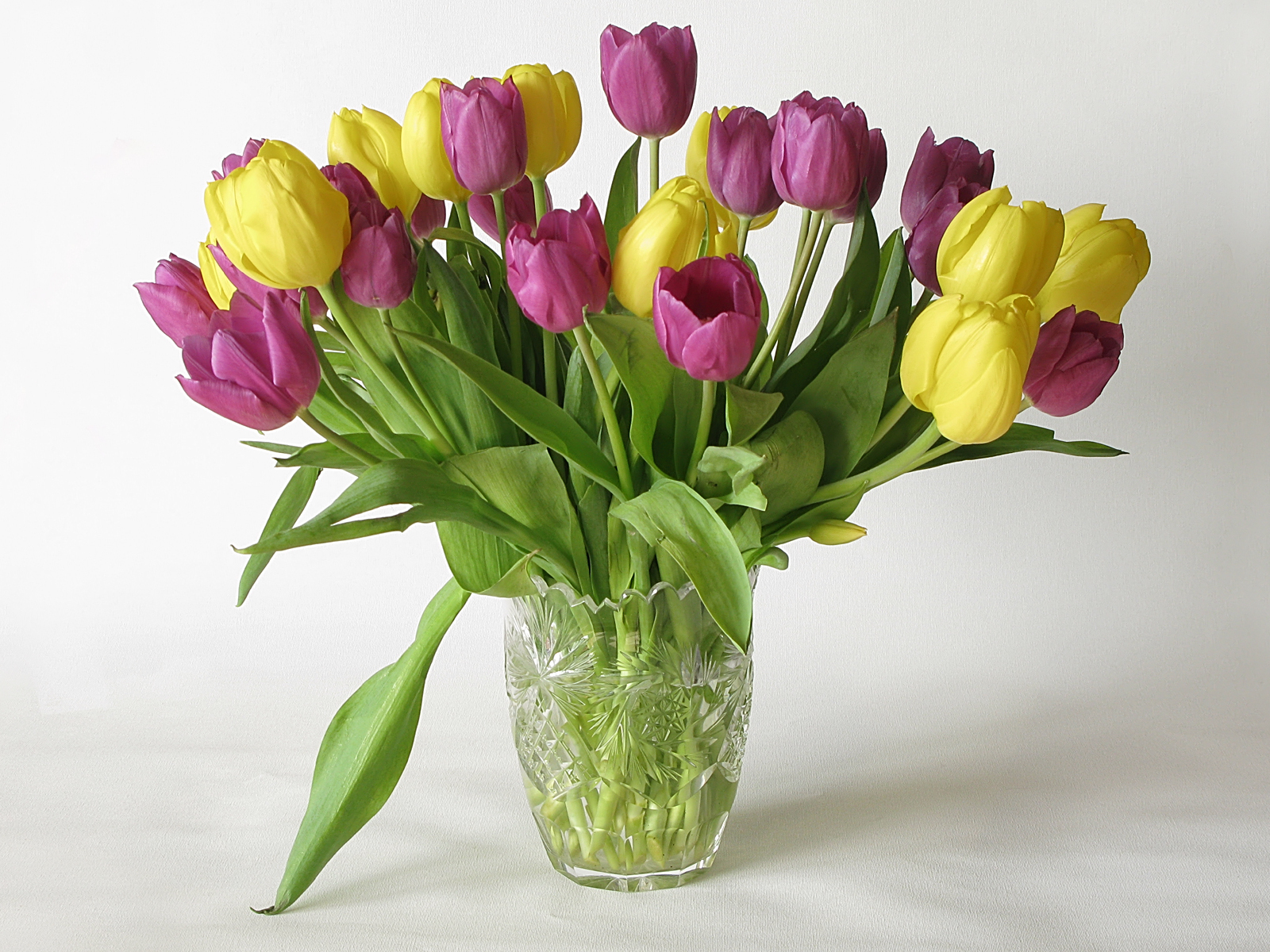
Bukiet tulipanów

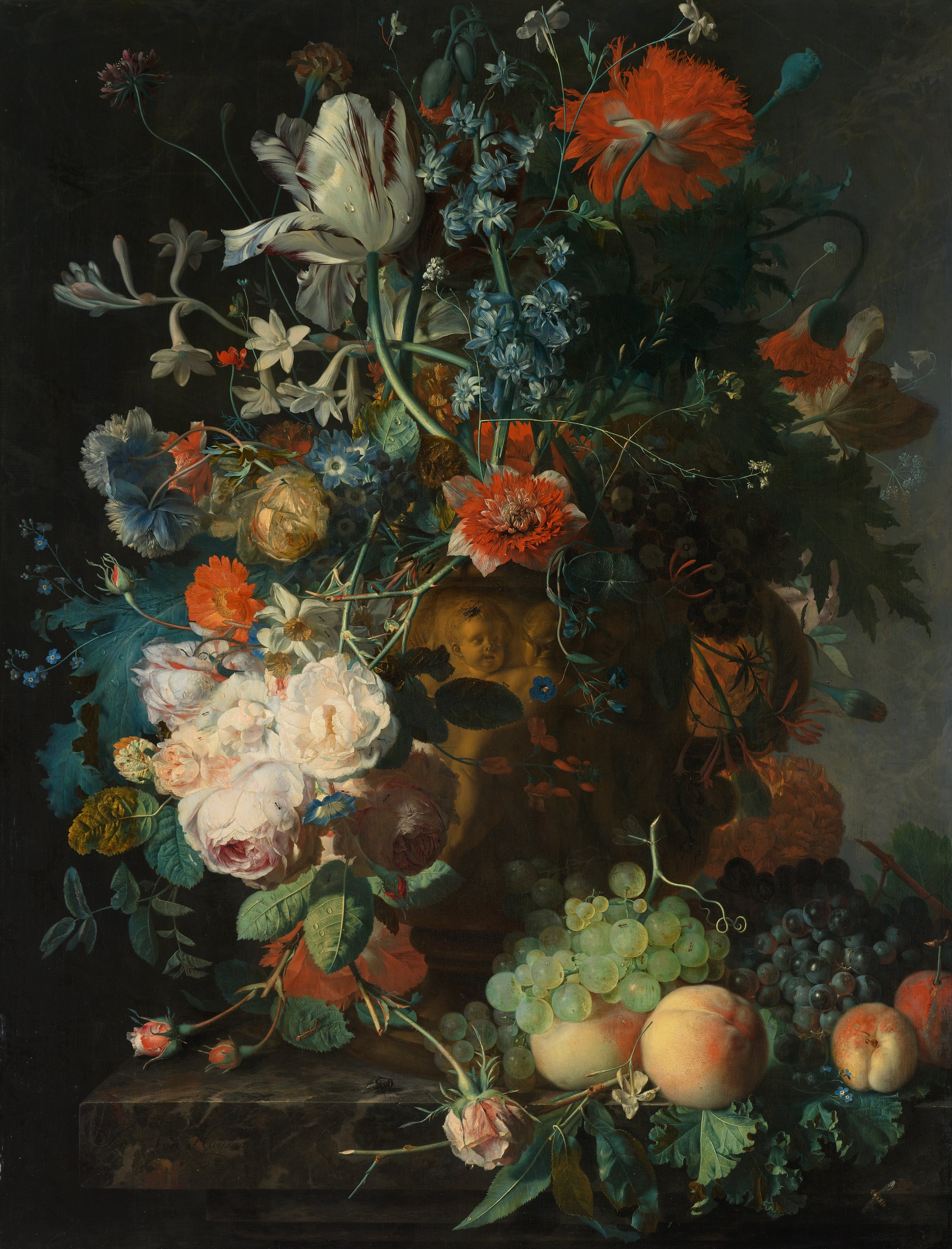
Jan van Huysum, bukiet z kwiatów i owoców, XVIII w.

Bukiet – dekoracja z kwiatów ułożonych ozdobnie, często artystycznie.
Do bukietów prócz kwiatów używane są liście, łodygi zbóż, gałązki roślin, owoce, ozdobne wstążki, metaliczne folie itp.
Bukiety używane są jako ozdoba wnętrz, zwłaszcza w czasie świąt i uroczystości, a także jako dodatek do stroju, np. bukiet ślubny panny młodej. Miniaturowe bukieciki mogą być przypinane do ubrania jako dekoracja stroju.
Bukiety są też zwyczajowym podarunkiem, wręczanym z okazji imienin, ślubu i innych uroczystości. Składane na grobie stanowią wyraz szacunku i pamięci dla zmarłego.
Zwyczaj składania zmarłym bukietów kwiatów sięga prehistorii. Znaleziono bukiet kwiatów w grobie człowieka neandertalskiego, a także w grobowcu Tutanchamona. Szczególnie wyrafinowaną formą tworzenia kompozycji kwiatowych jest japońska sztuka ikebany.
Bukiety kwiatów stanowią też popularny temat kompozycji malarskich. Jednym z najbardziej cenionych malarzy kwiatów był Jan Brueghel Starszy, zwany też „kwiatowym”. Wybitnymi malarzami kwiatów byli także Abraham Mignon w XVII w. i Jan van Huysum w XVIII wieku. Bukiety kwiatów chętnie malowali też wybitni impresjoniści i postimpresjoniści. Szczególnie znanych jest kilka wersji Słoneczników van Gogha.